# Доля Наталя Костянтинівна
Доля Наталя Костянтинівна (нар.26 липня 1974; Київ, СРСР) — українська акторка театру і кіно. Народна артистка України (2011). Грає у Національному академічному драматичному театрі імені Лесі Українки. в Києві.

## Кар'єра
Свою першу роль отримала у фільмі білоруського виробництва «Белые одежды», ще за три роки до закінчення університету, це була другорядна роль в епізоді фільму. У 1994 році актриса зіграла головну роль у фільмі Олександра Муратова «Геть сором!». У 1995 році закінчила КНУТКіТ ім. Карпенка-Карого і з цього ж року грає в Національному академічному драматичному театрі імені Лесі Українки.
З 1994 по 1999 роки грає провідні ролі в театрі і лише в 1999, після довгої перерви, знову з'являється на великих екранах у чотирисерійному телесеріалі «Сьоме кільце чаклунки», де виконує роль Імеди — дружини Ігліта. У 2002 році бере участь у зйомках телесеріалу українсько-російського виробництва «День народження Буржуя-2» та «Слід перевертня». У 2005 році виконує головну роль у сучасному фільмі-екранізації «Украдене щастя», відомої однойменної п'єси Івана Франка. Також відома за ролями в таких стрічках як «Міф про ідеального чоловіка. Детектив від Тетяни Устинової», «Жага екстриму», «Про Любов», «Осінні турботи» та ін.

## Державні нагороди
- Заслужена артистка України (2003)[1]
- Народна артистка України (2011)[2]

## Фільмографія
| Рік  | Стрічка                                                    | Роль                                       | Примітки                                 |
| ---- | ---------------------------------------------------------- | ------------------------------------------ | ---------------------------------------- |
| 1992 | Белые одежды                                               | роль в епізоді                             | Білоруський фільм                        |
| 1994 | Геть сором!                                                |                                            | Головна роль                             |
| 1999 | Сьомий Перстень Чаклунки                                   | Дружина Ігліта                             |                                          |
| 2001 | День народження Буржуя-2                                   |                                            | Фільм українсько-російського виробництва |
| 2001 | Слід перевертня                                            | Психолог Анна Виготська                    |                                          |
| 2003 | Роксолана 3. Володарка імперії                             |                                            |                                          |
| 2004 | Любов сліпа                                                | Даша                                       |                                          |
| 2005 | Міф про ідеального чоловіка. Детектив від Тетяни Устинової | Ірина Мерцалова                            |                                          |
| 2005 | Украдене щастя                                             | Вчителька молодших класів Анна             | Головна роль                             |
| 2007 | Жага екстриму                                              | Ліля                                       |                                          |
| 2008 | Про Любов                                                  | Ніна донька Ади                            | Фільм українсько-російського виробництва |
| 2009 | Осінні турботи                                             | Соня                                       | Фільм українсько-російського виробництва |
| 2009 | Осінні квіти                                               | Мати Поліни                                |                                          |
| 2010 | Віра, Надія, Любов                                         | Наречена Михайла Віра                      |                                          |
| 2011 | Актор, або Любов не за сценарієм                           |                                            |                                          |
| 2011 | Хлібний день                                               |                                            |                                          |
| 2016 | Століття Якова                                             | Уляна, кохана Якова, дружина Тимка (літня) | Український історичний фільм з 4-х серій |
| 2017 | Специ                                                      | Алла Карпенко                              |                                          |
| 2020 | Сага                                                       | Еліна Козак                                |                                          |

## Ролі в театрі
- «І все це було… і все це буде…» (2001)
- «Неймовірний бал» (2001)
- «Царські розбирання або міф про Електру» (2000)
- «Любов і війна» (2000)
- «Маскарадні забави» (2000)
- «Вогонь бажань» (1999)
- «Розлучення по-російськи» (1999)
- «Пригоди на чарівному острові» (1997)
- «Королівські ігри» (1997)
- «Осінні скрипки» (1997)
- «Двері грюкають» (1996)
- «Справжній чоловік на початку тисячоліття…» (1996)
- «Ревнощі» (1995)
- «Історія однієї пристрасті» (1994)

## Нагороди й номінації
| Рік                  | Категорія                                     | Робота                                | Результат |
| -------------------- | --------------------------------------------- | ------------------------------------- | --------- |
| «Київська пектораль» |                                               |                                       |           |
| 1999                 | Найкраще виконання жіночої ролі другого плану | Блоха в усі                           | Номінація |
| 2003                 | Найкраще виконання жіночої ролі               | У полоні пристрастей                  | Номінація |
| 2013                 | Найкраще виконання жіночої ролі               | Жінки. Фрагмент. Скандал без антракту | Номінація |
| Премія НСТДУ         |                                               |                                       |           |
| 2006                 | Премія імені Віри Левицької                   |                                       | Перемога  |

## Громадська позиція
У червні 2018 у відеозверненні підтримала ув'язненого у Росії українського режисера Олега Сенцова